# Kårängessjön
Kårängessjön är en sjö i Skellefteå kommun i Västerbotten och ingår i Bureälven-Mångbyåns kustområde. Sjön är 3,2 meter djup, har en yta på 0,273 kvadratkilometer och är belägen 52 meter över havet. Sjön avvattnas av vattendraget Önnesmarkbäcken. Vid provfiske har abborre och mört fångats i sjön.

## Delavrinningsområde
Kårängessjön ingår i det delavrinningsområde (716727-175720) som SMHI kallar för Utloppet av Kårängessjön. Medelhöjden är 88 meter över havet och ytan är 7,2 kvadratkilometer. Det finns inga avrinningsområden uppströms utan avrinningsområdet är högsta punkten. Önnesmarkbäcken som avvattnar avrinningsområdet har biflödesordning 2, vilket innebär att vattnet flödar genom totalt 2 vattendrag innan det når havet efter 23 kilometer. Avrinningsområdet består mestadels av skog (78 procent). Avrinningsområdet har 0,42 kvadratkilometer vattenytor vilket ger det en sjöprocent på 5,8 procent.